# Ohio State Buckeyes

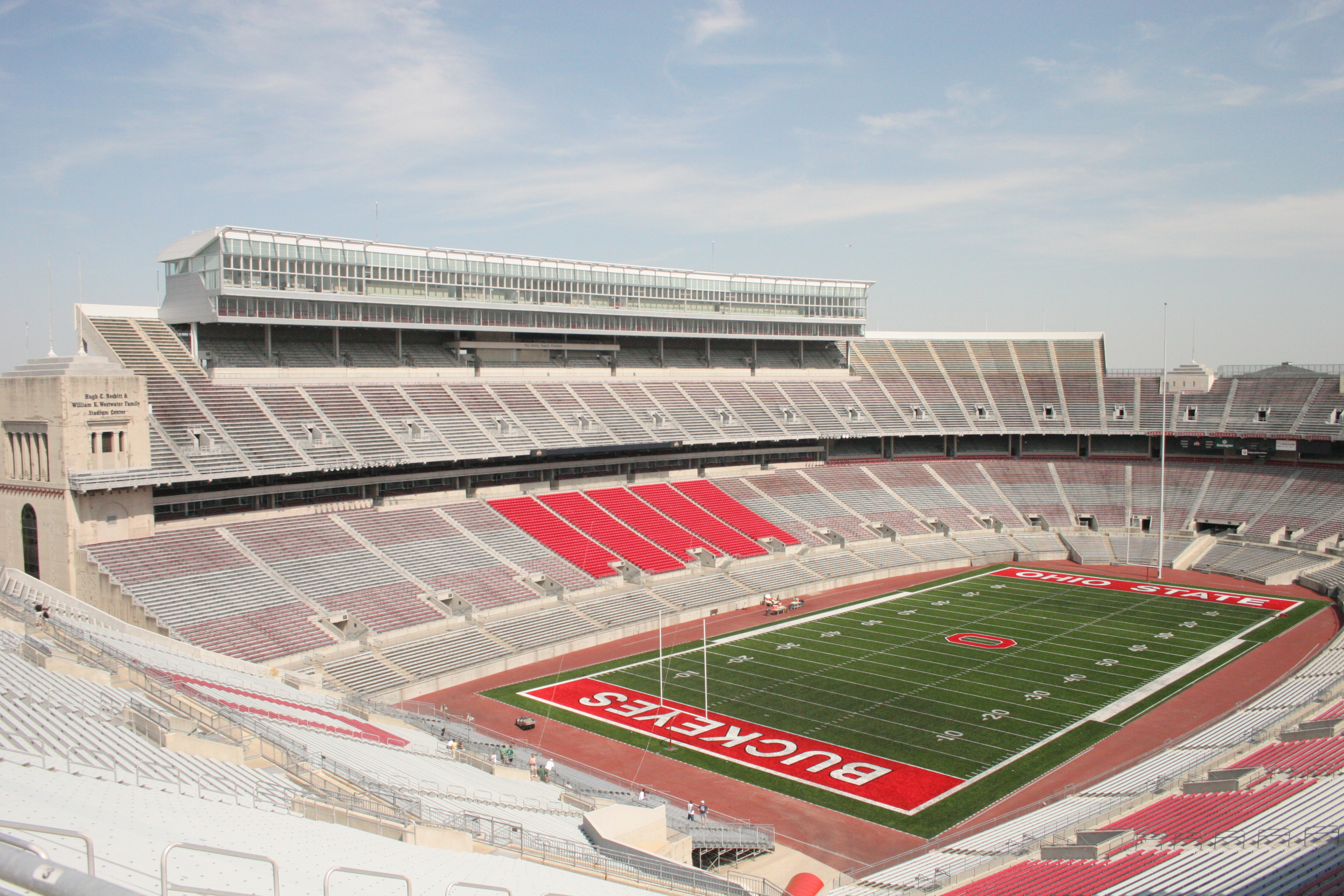
Ohio Stadium.

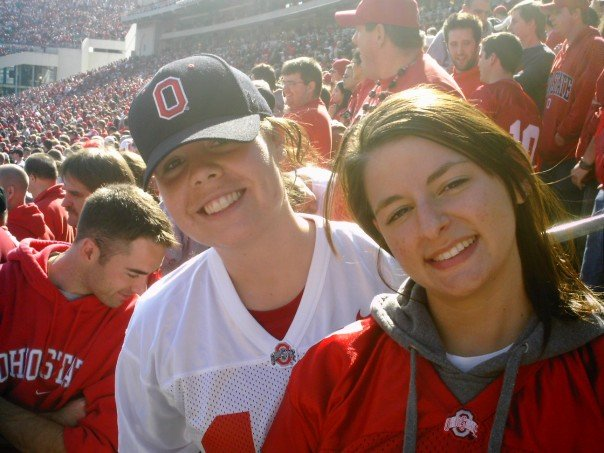
Aficionados de los Buckeyes.

Ohio State Buckeyes (español: Castaños de la Estatal de Ohio) es el nombre de los equipos deportivos de la Universidad Estatal de Ohio, situada en la capital estatal Columbus. Los equipos de los Buckeyes participan en las competiciones universitarias organizadas por la NCAA y forman parte de la Big Ten Conference. Sus principales rivales son los Michigan Wolverines.

## Deportes

### Atletismo
La Universidad Estatal de Ohio ha formado a más de 200 atletas olímpicos a lo largo de su historia, incluyendo a leyendas como Jesse Owens, quien logró cuatro medallas de oro en los Juegos Olímpicos de Berlín 1936 y es considerado uno de los más grandes atletas de todos los tiempos. En total, 48 deportistas de Ohio State han obtenido 77 medallas olímpicas: 33 de oro, 28 de plata y 16 de bronce. El equipo de atletismo, que actualmente dirige Karen Dennis, compite en el Estadio Jesse Owens Memorial y tiene el honor de haber sido el primer equipo de los Buckeyes en conquistar un título nacional, al coronarse campeones en el Campeonato de Atletismo al Aire Libre de la NCAA en 1929. Entre sus atletas olímpicos también resalta Mal Whitfield, quien ganó dos oros en los 800 metros en las ediciones de 1948 y 1952. 

### Béisbol
Ohio State ha practicado béisbol desde 1881 y fue el primer equipo deportivo de la universidad. Los Buckeyes ganaron un campeonato nacional en 1966, además de 16 títulos de la temporada regular de la Big Ten y ocho títulos del torneo de la conferencia. Actualmente dirigidos por Greg Beals, juegan como locales en el Estadio Bill Davis, inaugurado en 1997. Al inicio de la temporada 2008, acumulaban un récord histórico de 2.228 victorias, 1.427 derrotas y 38 empates. Entre sus exalumnos destacados figuran Frank Howard, Nick Swisher y el dos veces All-American Steve Arlin. 

### Baloncesto másculino
El equipo masculino de baloncesto de Ohio State ha participado en 10 Final Fours de la NCAA, ganando el campeonato en 1960 con figuras como Jerry Lucas, John Havlicek y Bob Knight. Entre 1960 y 1964, los Buckeyes lograron cinco campeonatos consecutivos de la Big Ten, un récord aún vigente. A lo largo de su historia, 23 jugadores han sido seleccionados al primer equipo All-American, incluyendo cinco que lo lograron dos veces y uno en tres ocasiones.
En 2004, tras sanciones por violaciones de reclutamiento, Ohio State despidió al entrenador Jim O’Brien y se autoimpuso castigos que la NCAA consideró suficientes, aunque O’Brien ganó una demanda por despido indebido. Thad Matta asumió el cargo y lideró al equipo a una era exitosa, destacando la temporada 2006-2007 con estrellas como Greg Oden y Mike Conley Jr., alcanzando la final de la NCAA (perdida ante Florida). Posteriormente, ganaron campeonatos de la Big Ten en 2010 y 2011 y llegaron a la Final Four en 2012. Aunque en años recientes han tenido eliminaciones tempranas, mantienen una sólida trayectoria competitiva.

### Baloncesto fémenino
El equipo femenino de baloncesto de Ohio State, actualmente dirigido por Kevin McGuff, juega sus partidos en el Value City Arena desde 1998, tras dejar el St. John Arena. Es el programa más exitoso de la Big Ten en términos de títulos de conferencia, con 10 campeonatos, y ha participado en 14 torneos de la NCAA, el más reciente en 2016.
En 1993, las Buckeyes alcanzaron la final del campeonato de la NCAA, perdiendo 84-82 ante las Lady Raiders de Texas Tech, y en 2001 conquistaron el título del NIT tras derrotar 62-61 a los New Mexico Lobos. Entre sus exjugadoras más destacadas están las All-Americans Katie Smith y Jessica Davenport, quienes consolidaron la reputación del programa a nivel nacional. 

### Esgrima
Ohio State obtuvo su primer título de esgrima en 1942, cuando la NCAA solo organizaba competencias masculinas, y más tarde ganó campeonatos combinados (masculino y femenino) en 2004, 2008 y 2012. El israelí Boaz Ellis se destacó al conquistar tres títulos consecutivos de florete masculino entre 2004 y 2006, convirtiéndose en el primer esgrimista de la NCAA en lograrlo desde 1963.
En 2022, la NCAA sancionó al equipo de esgrima tras descubrir que el entrenador Vladimir Nazlymov violó las reglas de responsabilidad al proporcionar más de $6,000 en incentivos ilegales a reclutas, además de ofrecer comidas y clases particulares gratuitas. Estas infracciones, ocurridas entre 2015 y 2019, llevaron a la descalificación de 18 esgrimistas, la anulación de resultados y títulos del equipo, cuatro años de libertad condicional, multas al departamento atlético y recortes en el presupuesto y las becas del programa. 

### Fútbol americano
Ohio State Buckeyes es uno de los programas de fútbol americano universitario más exitosos de la NCAA, con nueve campeonatos nacionales reconocidos (1942, 1954, 1957, 1961, 1968, 1970, 2002, 2014 y 2024), incluidos siete otorgados por las principales agencias de selección como el AP Poll y el Coaches' Poll. El equipo ha ganado 41 campeonatos de conferencia (2 en la OAC y 39 en la Big Ten), 10 títulos divisionales y ha registrado 10 temporadas invictas, seis de ellas perfectas sin derrotas ni empates.
Además, siete jugadores de Ohio State han recibido el Trofeo Heisman, la segunda mayor cantidad para cualquier universidad, y el programa ostenta la distinción única de contar con el único ganador doble del premio, Archie Griffin. 

### Gimnasia masculina
El equipo de gimnasia masculina de Ohio State ha ganado tres campeonatos nacionales y 15 títulos de la Big Ten. Ha producido cinco ganadores del Premio Nissen (considerado el “Heisman” de la gimnasia masculina): Mike Racanelli (1990), Kip Simons (1994), Blaine Wilson (1997), Jamie Natalie (2001) y Brandon Wynn. Actualmente, el equipo compite en el Centro Covelli de Columbus bajo la dirección de Rustam Sharipov.
Entre sus exalumnos más destacados se encuentran Peter Kormann, medallista olímpico en 1976 y luego entrenador olímpico, Blaine Wilson, participante en tres Juegos Olímpicos (1996, 2000 y 2004), y Raj Bhavsar, olímpico en 2004 y 2008. Además, las instalaciones de Ohio State fueron el lugar de entrenamiento de los gemelos Paul y Morgan Hamm, siendo Paul el primer estadounidense en ganar el oro olímpico en el concurso completo de gimnasia masculina. En 2011, Brandon Wynn logró su segundo título nacional en anillas, liderando una temporada histórica con siete reconocimientos All-America.

### Golf
Los campos de golf Scarlet y Gray de Ohio State se inauguraron en 1938, con Scarlet diseñado por Alister MacKenzie, el mismo arquitecto detrás de Augusta National. Aunque su diseño original no se aplicó completamente, los greens mantienen su influencia. Scarlet es considerado uno de los mejores campos universitarios de EE. UU. y fue renovado por Jack Nicklaus con una inversión de 4,2 millones de dólares.
El programa de golf masculino de Ohio State ha ganado dos campeonatos nacionales de la NCAA (1945 y 1979) y 23 títulos de la Big Ten. Cinco golfistas han logrado el campeonato individual de la NCAA, incluido Jack Nicklaus en 1961. En 1952, Mary Ann Villega ganó el título femenino intercolegial, y Ohio State fue sede de los primeros ocho torneos nacionales femeninos organizados por la DGWS, precursora de la NCAA femenina.

### Hockey sobre hielo
El equipo masculino de hockey sobre hielo de la Universidad Estatal de Ohio se fundó en 1961 y jugó en la pista de hielo de la Universidad Estatal de Ohio hasta 1999, cuando se trasladó al Value City Arena. Los Buckeyes compitieron en la Asociación Central de Hockey Universitario (CCHA) durante la temporada 2012-2013. Después de que Penn State incorporara el hockey sobre hielo masculino como deporte de la División I en 2012, la Big Ten contó con suficientes equipos para patrocinar su propia conferencia de hockey y comenzó a jugar en la temporada 2013-2014 .
Los Buckeyes ganaron un campeonato de conferencia en 1972, el primer año de la CCHA, y ganaron el torneo de conferencia en 1974 y 2004. Los Buckeyes llegaron al torneo de la NCAA en 1997, 1998, 1999, 2003, 2004, 2005 y 2009, y llegaron a las semifinales en 1998. En 2006, retiraron el número 22 de Paul Pooley, el único número retirado por el programa de hockey hasta la fecha. 
El equipo femenino de hockey sobre hielo de Ohio State se fundó en 1999 y compite en la Western Collegiate Hockey Association (WCHA). Las Buckeyes han participado en tres postemporadas de la NCAA: 2018, 2020 y 2022. En la primera, las Buckeyes llegaron a la Frozen Four antes de ser derrotadas por las Clarkson Golden Knights . Recibieron una oferta automática para el torneo en 2020 tras ganar el torneo de la conferencia por primera vez antes de que la COVID-19 cancelara el torneo de la NCAA. En la Frozen Four de 2022 , las Buckeyes derrotaron a las Yale Bulldogs para avanzar a su primer campeonato nacional. En el campeonato nacional, las Buckeyes derrotaron a las Minnesota-Duluth Bulldogs por 3-2 para ganar su primer campeonato nacional.  Entre las exalumnas destacadas de las Buckeyes se incluyen las olímpicas Emma Laaksonen, Tessa Bonhomme y Lisa Chesson. 

### Lacrosse
El equipo masculino de lacrosse de Ohio State, fundado en 1953, compite en la División I de la NCAA y desde 2015 forma parte de la Big Ten Conference. Juega sus partidos en casa en el OSU Lacrosse Stadium, con capacidad para 2.200 espectadores. Hasta 2024, los Buckeyes acumulan un récord histórico de 533-458-5. El equipo logró su primera victoria en el torneo de la NCAA en 2008 y alcanzó su primera Final Four en 2017, donde fue subcampeón tras perder la final ante Maryland.
Bajo la dirección de Nick Myers desde 2009, el programa ha mantenido un rendimiento competitivo, incluyendo títulos de temporada regular y participaciones constantes en postemporada. Además, varios exalumnos han destacado en la Premier Lacrosse League, como Dominique Alexander y Ryan Terefenko. Ohio State sigue consolidándose como un referente en lacrosse universitario, combinando una tradición de más de 70 años con un crecimiento notable en las últimas décadas. 

### Natación artística
El equipo de natación artística de Ohio State es el más laureado de la universidad, con 32 campeonatos nacionales por equipos entre 1977 y 2019. Bajo la dirección de Mary Jo Ruggieri, el equipo conquistó 17 títulos entre 1977 y 1995, mientras que Linda Lichter-Witter añadió al menos siete más desde 1996.
Además, las Buckeyes han ganado más de 61 títulos individuales en ese periodo, destacando las 11 coronas obtenidas por las gemelas Karen y Sarah Josephson. En 2019, la entrenadora Holly Vargo-Brown llevó al equipo a su 32º campeonato, consolidando a la natación artística como el deporte más exitoso en la historia de Ohio State. 

### Rifle
En junio de 2013, Ohio State se convirtió en miembro fundador de la Patriot Rifle Conference y fue sede del primer campeonato de la PRC los días 8 y 9 de febrero de 2014. El equipo de rifle ha competido en cuatro ocasiones, tanto a nivel individual como por equipos, en el Campeonato de Rifle de la NCAA, alcanzando su mejor resultado con un tercer puesto en 1991. Entre sus integrantes más destacados se encuentra Ada Korkhin, quien ha representado al equipo en competencias nacionales recientes. 

### Sofbol
El equipo de sóftbol de los Ohio State Buckeyes compite en la División I de la NCAA como parte de la Big Ten Conference y disputa sus partidos en casa en Buckeye Field, ubicado en el campus universitario. Actualmente está dirigido por la entrenadora Kirin Kumar, quien asumió en 2025.
A lo largo de su historia, el programa ha tenido varios entrenadores destacados, como Linda Kalafatis (1997–2012), quien consiguió un récord de 538–358 (.600), y Kelly Kovach Schoenly (2013–2024), con un registro de 367–226–1 (.619). Kumar, en su primera temporada, ha logrado un impresionante 45–14–1 (.758).
Los Buckeyes han ganado el campeonato de conferencia en 1990 y 2007, y también el torneo de conferencia en 2007, ambos bajo las órdenes de Gail Davenport y Linda Kalafatis, respectivamente.
Entre las jugadoras destacadas se encuentran Wendy Allen, nombrada Big Ten Player of the Year en 2002 y Big Ten Freshman of the Year en 2001, y Melanie Nichols, Freshman of the Year en 2010. 

### Voleibol fémenino
El equipo femenino de voleibol de Ohio State University fue fundado en 1971 y actualmente compite en la Big Ten Conference. Desde 2020 es dirigido por Jen Flynn Oldenburg, exjugadora de los Buckeyes. Ha ganado tres títulos de conferencia de temporada regular (1989, 1991 y 1994) y ha participado en el Torneo de la NCAA en 23 ocasiones, llegando a la Final Four en 1991 y 1994.
El equipo jugó sus partidos de local en St. John Arena entre 1971 y 2018, donde acumuló un récord de 333–115, incluidas temporadas perfectas en casa en 1989 y 1991. Desde 2019 disputa sus encuentros en el Covelli Center, inaugurado con una victoria 3-0 sobre Lehigh University el 30 de agosto de 2019. 
Entre sus entrenadores destacados se encuentra Jim Stone (1982–2007), quien logró 531 victorias y tres títulos de conferencia, y Geoff Carlston (2008–2019), con siete apariciones en el torneo de la NCAA. Oldenburg suma desde su llegada tres participaciones consecutivas en el torneo nacional entre 2020 y 2022.
El programa ha producido múltiples All-Americans y jugadoras reconocidas por la Big Ten. Laura Davis y Stacey Gordon fueron nombradas AVCA National Player of the Year en 1994 y 2004 respectivamente. También cuenta con seis distinciones a la Big Ten Player of the Year y siete a la Big Ten Freshman of the Year. Emily Londot fue reconocida como National Freshman of the Year en 2020. 

### Voleibol másculino
El equipo masculino de voleibol de Ohio State University, fundado en 1968, compite en la Midwestern Intercollegiate Volleyball Association (MIVA), de la que es miembro fundador. Los Buckeyes han logrado una destacada trayectoria: 27 títulos de temporada regular de la MIVA, 17 títulos de torneo y tres campeonatos nacionales de la NCAA (2011, 2016 y 2017).
Actualmente dirigido por Kevin Burch (desde 2020), el equipo juega sus partidos como local en el Covelli Center, donde se mudó en 2020 tras más de 50 años en el St. John Arena. El primer partido en el Covelli Center fue el 4 de enero de 2020 con una victoria 3-0 sobre North Greenville University, presenciado por 1.169 aficionados. El recinto también acogió el torneo nacional de la NCAA en 2021, sumándose a las ediciones previas organizadas por Ohio State en 1978, 1983, 1997, 2007 y 2017. 